# Huis van Afgevaardigden (Egypte)
Het Huis van Afgevaardigden (Egyptisch-Arabisch: مجلس النواب, Maglis El-Nowwab) is het lagerhuis van het parlement van Egypte en bestaat uit 596 afgevaardigden waarvan er 448 via een kandidatenlijst worden gekozen en 120 via een meerderheidsstelsel. Quota zorgen ervoor dat christelijke Kopten, vrouwen, arbeiders en jongeren voldoende vertegenwoordigd zijn in het parlement.
Het Huis van Afgevaardigden verving in 1971 de Nationale Vergadering als lagerhuis van het parlement. Tot aan de revolutie van 2011 werd het Huis van Afgevaardigden gedomineerd door de Nationaal-Democratische Partij (NDP), de partij van de opeenvolgende presidenten Anwar al-Sadat en Hosni Mubarak. Na de revolutie werd het parlement door de interim-regering opgeschort (2011-2012), daarna weer ingesteld door president Mohamed Morsi, om vervolgens na de staatsgreep van 2013 door de militaire regering te worden ontbonden. In 2014 werd bij referendum een nieuwe grondwet goedgekeurd die voorzag in de instelling van een eenkamerparlement. Verkiezingen voor het Huis van Afgevaardigden vonden plaats in het najaar van 2015 waarbij de regeringsgezinde gelegenheidscoalitie Fe Hubb Masr samen met onafhankelijke kandidaten een meerderheid aan zetels verwierf. Bij de verkiezingen van 2020 behaalde Partij voor de Toekomst van het Vaderland (Mostaqbal Watan), een creatie van het regime, 316 van de 596 zetels.
Voorzitter van het Huis van Afgevaardigden is Hanafi Ali Gibali, een onafhankelijk parlementariër.
Het hogerhuis van het parlement is de Senaat, ingesteld na een grondwetgevend referendum in 2019.

## Zetelverdeling

Zetelverdeling na de verkiezingen van 2020

## Vroegere benamingen
- Adviserende Raad van Afgevaardigden (1866-1881);
- Raad van Afgevaardigden (1881-1883);
- Adviserende Wetgevende Raad en Algemene Vergadering (1883-1913);
- Wetgevende Vergadering (1913-1923);
- Huis van Afgevaardigden (1923-1956);
- Nationale Vergadering (1956-1971);
- Huis van Afgevaardigden (1971-heden).